# Flughafen Waco

i7
i11
i13
Der Waco Regional Airport (IATA-Code: ACT, ICAO-Code: KACT) ist ein öffentlicher Flughafen auf 157 m Seehöhe 5 km nordwestlich von Waco, McLennan County, Texas, in den Vereinigten Staaten. Die Fläche des Flughafens beträgt 554 ha. Er hat zwei Asphaltpisten mit 2166 m und 1555 m Länge und jeweils 46 m Breite.

## Geschichte
Der erste kommerzielle Flug nach Rich Field war der einer Travel-Air 6000, die am 30. März 1929 von der in Fort Worth ansässigen, Texas Air Transport (TAT) betrieben wurde.
Die alte Basis führte während der gesamten Zwischenkriegszeit kommerzielle Flüge durch, und Waco war Teil von nur zweien Strecken, die von TAT betrieben werden: Fort Worth–Dallas–Waco–San Antonio und Fort Worth–Waco–Houston–Galveston.
1941 kaufte die Stadt Waco 528 Acres (214 ha) in China Spring, Texas, um mit dem Bau eines neuen kommerziellen städtischen Flughafens zu beginnen. Als die Vereinigten Staaten im Dezember desselben Jahres in den Zweiten Weltkrieg eintraten, pachtete der Army Air Service den teilweise fertiggestellten Flughafen zur Nutzung als Flugtrainingszentrum, dass sie Blackland Army Air Field nannten, und in dem Piloten für B-17-, B-24-, B-25- und B-26-Bomber ausgebildet wurden.
Nachdem Blackland 1945 wieder in Waco Municipal Airport umgewandelt worden war, nahm Braniff International Airways den Betrieb auf und Pioneer Airlines folgte 1947. Continental Airlines fügte in den 1950er Jahren bald auch Dienstleistungen hinzu und erhöhte vorübergehend das Profil des Flughafens, indem sie Flüge auf der großen Douglas DC-3 einführte.
Trotz der Einwände lokaler Politiker zwang die geringe Auslastung Braniff und Continental (die 1955 mit Pioneer fusioniert hatte), den Dienst zugunsten eines Monopols von Trans-Texas Airway einzustellen. Dieses Monopol dauerte die nächsten elf Jahre, bis Streiks den Dienst von Trans-Texas Airway vorübergehend aussetzten und Rio Airways den Eintritt in den Waco-Markt mit Flügen nach Dallas ermöglichten.
Leider gingen die Passagierzahlen in den 1980er Jahren angesichts der erweiterten Flughäfen Dallas/Fort Worth International Airport (DFW) und Austin-Bergstrom weiter zurück. Die Marktinstabilität nahm zu, als Fluggesellschaften wie Air Spirit und Texas Airlines nur einen Monat lang vom Flughafen aus operierten. Die Stabilität wurde jedoch schließlich erreicht, als American Eagle 1985 den Dienst nach DFW aufnahmen.
Darüber hinaus stiegen die Passagierzahlen zu Beginn des neuen Jahrtausends, als Continental Airlines 2003 erneut Flüge nach Houston anbot. Dies führte zu einer Spitzenzahl von über 150.000 Passagieren in diesem Jahr – eine Zahl, die auf insgesamt 63.000 zurückging, sobald United, die Continental übernommen hatte, im September 2012 den Betrieb am Flughafen einstellte. Derzeit ist American Airlines (Muttergesellschaft von American Eagle) immer noch die einzige Fluggesellschaft, die von Waco aus operiert und Kurzflüge nach Dallas anbietet.

## Flugbetrieb
Im Jahre 2022 haben 36.011 Flugbewegungen stattgefunden, davon 23.119 lokale Bewegungen, 31.732 Zwischenlandungen, 4.704 Air-Taxi-Flüge, 6.448 militärische Flüge und 188 Frachtflüge. 52 einmotorige und 13 zweimotorige Turboprop-Flugzeuge, 3 Jetflugzeuge und 6 Helikopter waren 2022 hier stationiert.